# Edith Krappe

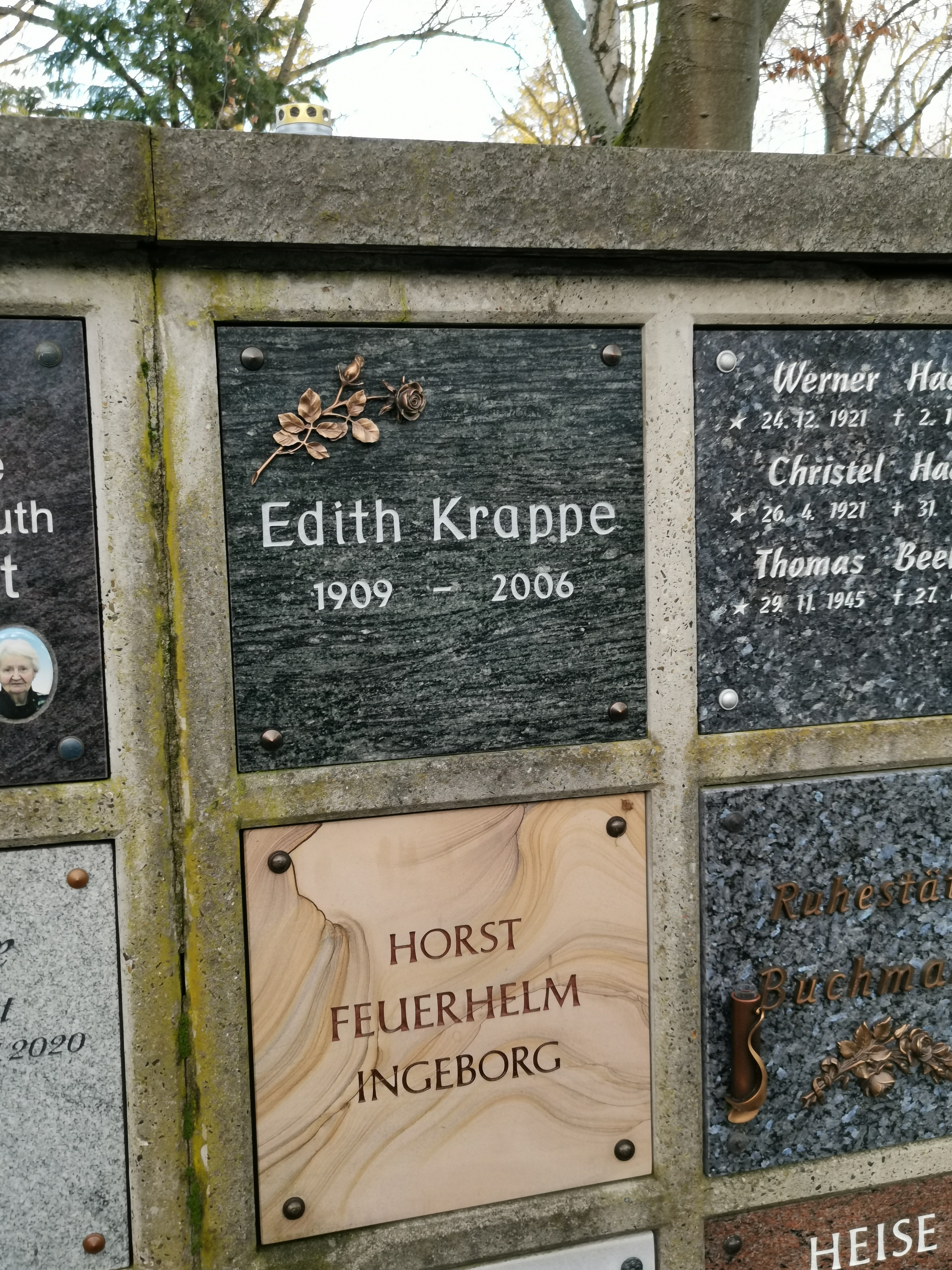
Grabstelle auf dem Friedhof Schöneberg II in der Eythstraße (Urnenwand W 9-141)

Edith Krappe, geb. Löblein (* 13. November 1909 in Lichtenberg; † 17. März 2006 ebenda), war eine deutsche Politikerin der SPD.

## Leben und Beruf
Edith Krappe war das siebte Kind eines 1875 der SPD beigetretenen Zimmermannes aus Bayern, der nach Berlin gezogen war. Nach dem Abschluss des Lyzeums absolvierte sie eine kaufmännische Lehre in einer jüdischen Konfektionsfirma am Spittelmarkt, der sie als Buchhalterin bis zur Schließung des Geschäfts 1939 treu blieb. Krappe engagierte sich im Zentralverband der Angestellten, übernahm dort Funktionen und bildete sich in Kursen weiter.
Nach dem Zweiten Weltkrieg arbeitete Krappe als Berufsberaterin. Nach der Berliner Teilung zog sie von Friedrichshain nach Schöneberg, wo sie bis zu ihrem Tode lebte.

## Partei
In der Weimarer Republik wurde Krappe 1928 Mitglied der SPD und engagierte sich auf örtlicher Ebene.
Im Mai 1945 wurde in ihrer Wohnung im Friedrichshain, wo sie aufgewachsen war, die örtliche SPD-Gliederung wiedergegründet. Sie engagierte sich gegen die Zwangsvereinigung von SPD und KPD zur SED. Später stieg sie in den Landesvorstand auf. Nachdem Franz Neumann, Landesvorsitzender und enger Freund Krappes, seine Macht verlor, grenzte sich auch die ihre ein. Bei den Wahlen im Abgeordnetenhaus von Berlin zum Deutschen Bundestag 1957 wurde Krappe im dritten Wahlgang mit relativ schlechtem Stimmergebnis gewählt.

## Abgeordnete

### Stadtverordnetenversammlung von Groß-Berlin (1946–1950)
Bei den ersten Wahlen zur Stadtverordnetenversammlung von Groß-Berlin 1946 als Kandidatin aufgestellt, rechnete sie nicht mit einem Mandat, saß aber aufgrund des guten SPD-Wahlergebnisses im Parlament. 1948 kam sie in den Vorstand der SPD-Fraktion der Stadtverordnetenversammlung. Darüber hinaus wurde sie zur Geschäftsführerin der SPD-Fraktion gewählt.

### Abgeordnetenhaus von Berlin (1950–1957)
Nach der Teilung der Stadt und nach dem Inkrafttreten der neuen Berliner Verfassung in den ehemaligen West-Sektoren wurde Krappe 1950 in das Abgeordnetenhaus von Berlin gewählt. In der 1. Wahlperiode (1950–1954) war sie die Vorsitzende des Rechnungsprüfungsausschusses und die stellvertretende Vorsitzende des Ausschusses für Inneres. In der 2. Wahlperiode ab 1954 war Krappe die Vorsitzende des Hauptausschusses und die stellvertretende Vorsitzende des Rechnungsprüfungsausschusses. In der (neuen) SPD-Fraktion des Abgeordnetenhauses wurde sie zur stellvertretende Fraktionsvorsitzende gewählt. Außerdem wurde sie auch zur SPD-Fraktionsgeschäftsführerin gewählt. Noch vor dem Ende der 2. Wahlperiode schied Krappe 1957 wegen der Wahl zum Bundestag aus dem Abgeordnetenhaus von Berlin aus.

### Deutscher Bundestag (1957–1972)
Nach der Wahl zur 3. Wahlperiode des Deutschen Bundestages am 15. Oktober 1957 wurde Krappe Berliner Bundestagsabgeordnete. Dem Deutschen Bundestag gehörte sie bis 1972 an. Sie machte sich als ausgewiesene Haushaltsexpertin einen Namen.

## Ehrungen
- Großes Bundesverdienstkreuz 1970
- Stadtälteste von Berlin 1973
- Ernst-Reuter-Plakette 1980